# Mats Werner (författare)
Mats Oscar Arvid Werner, född 21 juni 1943 i Stockholm, är en svensk företagare och författare.

## Biografi
Efter studier vid Stockholms universitet och Reklam- och MarketingInstitutet samt några års anställning hos AB Avant startade Werner 1974 företaget Scandaid Display AB.  Werner blev den förste svensken i det amerikanska POPAI-institutet och var också den förste svensk att delta i organisationens årliga utställning av genomförda promotionprojekt 1987 i New York. Av tre anmälda displayställ belönades två med ett par ”indianer” (Outstanding Merchandising Achievement (OMA) Awards)
Werner har sedan barndomen haft en nära relation till film och teater. Han medverkade i 16-årsåldern i Lasse Lönndahls TV-program "Tonårsdags" där han presenterades som "ung och lovande dramatiker". Hade en filmroll i regissören och författaren Martin Söderhjelms kortfilm "Nattkörning"  och medverkade också i Geir Hansteen Jörgensens halsbrytande reklam för det aldrig realiserade projektet MyTravel. Werner har också varit kommunalpolitiskt aktiv i Strängnäs kommun från mitten av 1970-talet till 2011, för Kristdemokraterna.
Sedan Werner sålt sitt företag 2008 har han utgivit två böcker och medverkat i ett par andra bokprojekt.